# Харитон II Костурски
Харитон (на гръцки: Χαρίτων) е православен духовник от XVII век, костурски митрополит на Охридската архиепископия.

## Биография
Различни изследователи датират митрополитството на Харитон в различни периоди, като най-ранна година дават 1623/1624, а най-късна - 1639 година. Гюстав Барди посочва Харитон като митрополит в 1624 година и в 1638 година. Тасос Грицопулос и Василиос Атесис отбелязват, че е костурски митрополит до 1638 година, но без да посочват изворите си. Джорджо Федалто датира митрополитството му в периода от февруари 1624 година до 29 ноември 1634 година, но отново без да посочва изворите си. Началото на записа на решенията му като костурски митрополит в кондиката на Костурската епархия е от годината ζρλβ ', която дава 1623/1624 година, индикт ζ '. Във фревруари 1624 година Харитон подписва писмо на митрополит Порфирий Охридски до папа Урбан VIII, в което описва трагичното положение на архиепископията и иска помощ. Митрополит Харитон в 1631 година подписва документ на архиепископ Аврамий Охридски. Решения на Харитон от 1632 - 1638 година се съдържат в кондиката на Костурската митрополия, която обхваща периода 1563 - 1665 година. Името му е изписано в ктиторския надпис на храма „Света Богородица Безсребреническа“, който е датиран в годината ζρμγ' (=1635). В надписа Харитон е наречен прототрон. Същият митрополит е споменат и в ктиторския надпис на храма „Свети Николай Томанов“, датиран от годината ζρμζ' (=1639), където е отбелязан с произход от Тива в Беотия.
Според Иван Снегаров Харитон II Костурски може би е един и същ с по-ранния костурски митрополит Харитон I.